# 18292 Zoltowski
18292 Zoltowski este un asteroid din centura principală de asteroizi.

## Descriere
18292 Zoltowski este un asteroid din centura principală de asteroizi. A fost descoperit pe 17 martie 1977 la Harvard College Observatory. Asteroidul prezintă o orbită caracterizată de o semiaxă mare de 2,95 ua, o excentricitate de 0,07 și o înclinație de 2,7° în raport cu ecliptica.